# Melanochlamys cylindrica
Melanochlamys cylindrica is een slakkensoort uit de familie van de Aglajidae. De wetenschappelijke naam van de soort is voor het eerst geldig gepubliceerd in 1881 door Cheeseman.